# Tafana
Tafana es un género de arañas araneomorfas de la familia Anyphaenidae. Se encuentra en Sudamérica.

## Especies
Según The World Spider Catalog 12.0:
- Tafana quelchi (Pocock, 1895)
- Tafana riveti Simon, 1903
- Tafana silhavyi (Caporiacco, 1955)
- Tafana straminea (L. Koch, 1866)